# Richmond University

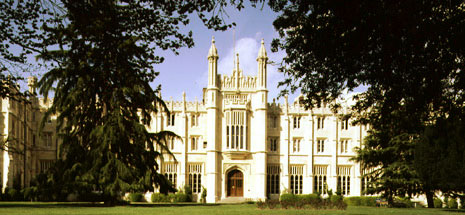
Richmond American University in London 2006.

Richmond University eller Richmond, The American International University in London är ett privatägt universitet i Richmond, London. 
Universitetet saknar egen rätt att utfärda brittiska examina. Dess examina valideras dock i Storbritannien av organisationen Open University Validation Services och de ackrediteras av den amerikanska organisationen Middle States Commission on Higher Education.
Här bedrivs även gymnasieundervisningen inom Svenska skolan i London.

## Alumner i urval
- Eva Rausing
- Patrick Grimlund